# HMS Virago (R75)
«Віраго» (англ. HMS Virago (R75) — військовий корабель, ескадрений міноносець типу «V» Королівського військово-морського флоту Великої Британії часів Другої світової війни.
Есмінець брав участь у бойових діях на морі в Другій світовій війні, бився у Північній Атлантиці біля берегів Франції, Англії та Норвегії, забезпечував висадку союзників у Нормандії, діяв на Тихому океані біля берегів Голландської Ост-Індії й Бірми, супроводжував арктичні конвої. За проявлену мужність та стійкість у боях бойовий корабель заохочений п'ятьма бойовими відзнаками

## Історія створення
Ескадрений міноносець «Віраго» закладений 16 лютого 1942 року на верфі компанії Swan Hunter у Тайн-енд-Вірі. 4 лютого 1943 року він був спущений на воду, а 5 листопада 1943 року увійшов до складу Королівських ВМС Великої Британії. 

## Бойовий шлях

### 1943
15 грудня 1943 року вийшов у супровід конвою JW 55B з есмінцями «Матчлес», «Метеор», «Маскітер», «Мілн», «Опорт'юн», «Ашанті» та канадським «Атабаскан», що утворювали далекий океанський ескорт конвою. На зворотному шляху перейшли у підпорядкування командувача конвою RA 55A, який йшов назад додому.
26 грудня 1943 року о 8:40 в умовах повної полярної ночі кораблі союзників вступили в бій з німецьким ударним угрупованням флоту, яке очолював лінійний корабель ВМС Третього Рейху «Шарнгорст».

### 1944
21 січня 1944 року «Віраго» вийшов з Акурейрі з ескортною групою конвою JW 56A, що прямував до Кольської затоки. Транспортний конвой піддався атаці 10 німецьких субмарин. 25 січня U-278 вдалось потопити американське судно Penelope Barker (16 осіб загинуло, 56 врятувалось), есмінець «Обд'юрет» отримав серйозні пошкодження через торпедну атаку іншої субмарини U-360 й був змушений вийти з похідного ордеру конвою. 26 числа судно Andrew G. Curtin було потоплено U-716 (3 чоловіки загинуло, 68 врятовані «Інконстант»), Fort Bellingham спочатку дістав пошкоджень від влучення торпед U-360, а потім було затоплено U-957 (36 осіб загинуло, 35 врятовані «Оффа»; ще 2 особи взяті в полон німецькими підводниками).
30 березня 1944 року «Віраго» увійшов до складу сил, що готувались до проведення операції «Тангстен» — атаці палубною авіацією королівського військово-морського флоту Великої Британії німецького лінкора «Тірпіц», здійснена 3 квітня 1944 року. Британське командування побоювалося, що цей єдиний лінкор, що лишився у німців і переховувався в Алта-фіорді, після ремонту знову стане загрозою стратегічно важливим арктичним конвоям, які доставляли вантажі до Радянського Союзу. Знищення лінкора дозволило б звільнити кілька важких бойових кораблів, що дислокувалися у Північному морі для протидії «Тірпіцу». 3 квітня літаки з п'яти авіаносців завдали удару по «Тірпіцу». Британські льотчики на 42 пікіруючих бомбардувальниках Fairey Barracuda у супроводі 80 винищувачів зустріли серйозний опір німців. Й хоча п'ятнадцять авіабомб вразили ціль, німецькому лінійному кораблю не були завдані суттєвих збитків. Через два місяці він знову увійшов до строю. Втрати британців склали чотири літаки, дев'ять льотчиків загинули.
20 квітня 1944 року «Віраго» вийшов у черговий похід до Кольської затоки, супроводжуючи крейсер «Дайадем» і ескортні авіаносці «Фенсер» і «Актівіті», куди без втрат прибули 23 квітня.
17 липня разом з іншими кораблями британського флоту прикривав авіаносну групу з авіаносців «Формідабл», «Індіфатігебл» та «Фьюріос», що проводили чергову спробу атакувати німецький лінійний корабель «Тірпіц» у норвезькому фіорді Каафіорд.
З 17 до 23 вересня 1944 року есмінець супроводжував конвой JW 60 до Мурманська та зворотний конвой RA 60.

### 1945
10 травня 1945 року есмінець у складі оперативної групи флоту брав участь у битві в Малаккській протоці, коли об'єднаний флот союзників намагався зірвати проходження загону японських бойових кораблів крізь протоку з Сінгапуру до Андаманських островів. Результатом бою стало затоплення есмінцями 26-ї флотилії японського важкого крейсера «Хагуро».
З травня до серпня 1945 року здійснював супроводження конвоїв, патрулювання прибережних вод і ескорт бойових кораблів союзних флотів.